# گرسنهال
گرسنهال (به انگلیسی: Gressenhall) یک روستا و محله مدنی در بریتانیا است که در Breckland District واقع شده‌است. گرسنهال ۱۰٫۵۳ کیلومتر مربع مساحت و ۱٬۰۵۰ نفر جمعیت دارد.